# Florence Harding

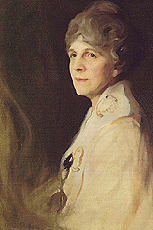
Florence Harding

Florence Mabel Kling Harding (15 de Agosto de 1860 - 21 de Novembro de 1924), foi Primeira Dama dos Estados Unidos de 4 de Março de 1921 a 3 de Agosto de 1923, esposa do 29º presidente dos Estados Unidos Warren Gamaliel Harding.
Nasceu em Marion, Ohio, filha de Amos Kling, um proeminente banqueiro de Marion, e de Luisa Bouton-Kling.
Grávida com 19 anos, Harding juntou-se com Henry "Pete" Athenton deWolfe, seu amigo de infância e vizinho, em 1880. Até à data, não foi encontrada qualquer documentação oficial de uma licença de casamento legal do casal, acreditando-se que DeWolfe e Harding talvez nunca tivessem casado civilmente. Pouco depois do nascimento do filho Marshall Eugene DeWolfe (também conhecido como Marshall Eugene Kling) em 1880, Harding deixou o seu marido e regressou à sua terra, Marion. Divorciou-se de DeWolfe em 1886 e retomou o seu nome de solteira. DeWolfe faleceu com 34 anos.
Recusou a ajuda financeira dos pais e subsistiu durante uns tempos, com o seu filho, fornecendo lições de piano; ela estudara na Conservatória de Música de Cincinnati antes de casar. Eventualmente, deixaria os seus pais criar o seu filho, que tal como seu pai, morreria jovem.